# Scleria amazonica
Scleria amazonica  là loài thực vật có hoa trong họ Cói. Loài này được Camelb., M.T.Strong & Goetgh. miêu tả khoa học đầu tiên năm 1997.